# Alfarp (kommunhuvudort)
Alfarp är en kommunhuvudort i Spanien.   Den ligger i provinsen Província de València och regionen Valencia, i den östra delen av landet, 300 km öster om huvudstaden Madrid. Alfarp ligger 90 meter över havet och antalet invånare är 1 369.
Terrängen runt Alfarp är platt österut, men västerut är den kuperad. Runt Alfarp är det tätbefolkat, med 266 invånare per kvadratkilometer. Närmaste större samhälle är Torrent, 18,5 km norr om Alfarp. Trakten runt Alfarp består till största delen av jordbruksmark.